# 7931 Kristianpedersen
7931 Kristianpedersen è un asteroide della fascia principale. Scoperto nel 1988, presenta un'orbita caratterizzata da un semiasse maggiore pari a 2,4308205 UA e da un'eccentricità di 0,1402845, inclinata di 3,08663° rispetto all'eclittica.
L'asteroide è dedicato all'astrofisico danese Kristian Pedersen, vincitore nel 2004 della medaglia d'oro Tycho Brahe.